# ヴードゥー (ディアンジェロのアルバム)
『ヴードゥー』 (Voodoo) は、2000年1月25日に発表されたディアンジェロの2枚目のスタジオ・アルバム。
『ローリング・ストーン誌が選ぶオールタイム・ベストアルバム500』(2020年版)において、28位にランクインした。

## 概要
1998年から1999年にかけてニューヨークのエレクトリック・レディ・スタジオで録音され、ソウルクエリアンズに関連した幅広いミュージシャンが集結している。
主にディアンジェロがプロデュースした『ヴードゥー』は、グルーヴベースのファンクなサウンドを特徴とし、デビュー・アルバムの『ブラウン・シュガー』より歌詞は、精神性、愛、セクシュアリティ、成長、そして父性に関する叙情的なテーマを特色としている。
大幅なプロモーションと一般公開に続いて、『ヴードゥー』は2000年1月25日にヴァージン・レコードによって商業的かつ重要な成功を収めた。最初の週に320,000枚を売り上げ、チャート上で33週滞在した。「Untitled（How Does it Feel）」を含む5枚のシングルがカットされた。彼のミュージックビデオは注目と論争をもたらしたが、『ヴードゥー』がリリースされると、音楽評論家から高評価を受け、ディアンジェロにいくつかの賞賛を与えた。このアルバムは、多くの出版物によって年間ベストアルバムの1つに選ばれた。 
『ヴードゥー』はそれ以来、音楽評論家によって、ネオ・ソウルのジャンルのクリエイティブ・マイルストーンとみなされてきた。米国では170万枚以上を販売しており、レコード産業協会（RIAA）によって2000年時点で、1×プラチナ認定されている。

## 背景
デビュー・アルバム『ブラウン・シュガー』（1995年）が成功した後、ディアンジェロは音楽シーンから4年半の休みを経て、ソロ作品を発表した。彼のデビュー・アルバムは、伝統的なソウルミュージックとR＆Bの影響をヒップホップのボーカルとプロダクション要素に融合させ、ネオソウル・サウンドの基本要素となっている。成熟したR＆B聴衆と成長するヒップホップ世代の間で人気を獲得しながら、その単一指向の成功で、『ブラウン・シュガー』はかなりの成功を収め、現代的な、プロデューサー主導の時代のサウンドを無視した。

## 批評家の反応
『ヴードゥー』は音楽批評家から絶賛を受け、多くの人はディアンジェロのアルバムの中で最高傑作と評した。『NME』はその多様なサウンドを称賛し、アルバムが「アフリカ系アメリカ人の音楽を十二分に発揮している」とコメントしている。

## 収録曲
1. プラヤ・プラヤ - "Playa Playa" (4:35)
2. デビルズ・パイ - "Devil's Pie" (5:21)
3. レフト＆ライト - "Left & Right" (7:21)
4. ザ・ライン - "The Line" (3:40)
5. センド・イットオン - "Send It On" (4:08)
6. チキン・グリース - "Chicken Grease" (3:40)
7. ワン・モ・ジン - "One Mo'Gin" (4:43)
8. ザ・ルーツ - "The Root" (5:35)
9. スパニッシュ・ジョイント - "Spanish Joint" (3:40)
10. フィール・ライク・メイキング・ラブ - "Feel Like Makin' Love" (4:08)
11. グレートデイ・インダ・モーニン /ブーティ - "Greatdayndamornin' / Booty" (3:40)
12. アン・タイトルド(ハウ・ダズ・イット・フィール) - "Untitled (How Does It Feel)" (4:43) 
*プリンス風のバラード[12][13]。プリンスに捧げられた曲である[13]。
13. アフリカ - "Africa" (5:35)

## 受賞・ノミネート
- 第28回アメリカン・ミュージック・アワード (American Music Awards of 2001)
  - 最人気ソウル/R&B男性アーティスト賞 (Favorite Soul/R&B Male Artist)ノミネート

- 第43回グラミー賞 (43rd Annual Grammy Awards)
  - 最優秀R&Bアルバム賞 (Best R&B Album)受賞
  - 最優秀男性R&Bボーカル・パフォーマンス賞 (Best Male R&B Vocal Performance)受賞 - 「アン・タイトルド(ハウ・ダズ・イット・フィール)」

- 2001年ソウル・トレイン・ミュージック・アワード (2001 Soul Train Music Awards)
  - 最優秀R&B/ソウル・アルバム賞-男性部門 (Best R&B/Soul Album – Male)ノミネート
  - 最優秀R&B/ソウル・シングル賞-男性部門 (Best R&B/Soul Single – Male)ノミネート - 「アン・タイトルド(ハウ・ダズ・イット・フィール)」
  - マイケル・ジャクソン最優秀R&B/ソウル・ラップ・ミュージック・ビデオ賞 (The Michael Jackson Award for Best R&B/Soul or Rap Music Video)ノミネート

- 2000年MTV ビデオ・ミュージック・アワード (2000 MTV Video Music Awards)
  - 最優秀ビデオ賞 (Video of the Year)ノミネート - 「アン・タイトルド(ハウ・ダズ・イット・フィール)」
  - 最優秀男性ビデオ賞 (Best Male Video)ノミネート - 「アン・タイトルド(ハウ・ダズ・イット・フィール)」
  - 最優秀R&Bビデオ賞 (Best R&B Video)ノミネート - 「アン・タイトルド(ハウ・ダズ・イット・フィール)」
  - 最優秀監督賞 (Best Direction)ノミネート - 「アン・タイトルド(ハウ・ダズ・イット・フィール)」